# فرودگاه بین‌المللی اوگوستو سزار ساندینو
فرودگاه بین‌المللی اوگوستو سزار ساندینو (به انگلیسی: Augusto C. Sandino International Airport) (به زبان بومی: Aeropuerto Internacional Augusto C. Sandino) یک فرودگاه همگانی و نظامی با کد یاتا MGA است که یک باند فرود آسفالت دارد و طول باند آن ۲۴۴۲ متر است. این فرودگاه در شهر ماناگوآ کشور نیکاراگوئه قرار دارد و در ارتفاع ۵۹ متری از سطح دریا واقع شده است.

## شرکت‌های هواپیمایی و مقصدهای پروازی

### مسافری
| شرکت‌های هواپیمایی  | مقصدهای پروازی |
| ------------------ | --- |
| آئرومکزیکو کانکت   | مکزیکو سیتی |
| Air Transat        | فصلی: مونترآل-پییر الیوت ترودو، پیرسون تورنتو |
| امریکن ایرلاینز    | دالاس-فورت ورث، میامی |
| اویانکا            | میامی، خوآن سانتاماریا، السالوادور، لا آررا |
| کوپا ایرلاینز      | لا آررا، توکومن، خوآن سانتاماریا |
| هواپیمایی کوبا     | خوزه مارتی |
| دلتا ایرلاینز      | هارتسفیلد-جکسون آتلانتا فصلی: لس‌آنجلس |
| اویانکا نیکاراگوئه | بلوفیلدز، بونانزا، Emerald Coast، کرن آیلند، پورتو کابزاس، San Juan de Nicaragua (Greytown), Ometepe، رزیتا، San Carlos، سیونا، تونکنتین، وسپم Charter: Montelimar Beach |
| ناتوره ایر         | دنیل اودوبر کیروش |
| Spirit Airlines    | فورت لادردیل–هالیوود |
| یونایتد ایرلاینز   | جرج بوش |
| Volaris Costa Rica | خوآن سانتاماریا، السالوادور |

### باری
| شرکت‌های هواپیمایی      | مقصدهای پروازی |
| ---------------------- | -------------- |
| Amerijet International | میامی          |
| یوپی‌اس ایرلاینز        | میامی          |